# Ventridens collisella
Ventridens collisella är en snäckart som först beskrevs av Henry Augustus Pilsbry 1896.  Ventridens collisella ingår i släktet Ventridens och familjen Zonitidae. Inga underarter finns listade i Catalogue of Life.